# Благодатное (Курчатовский район)
Благодатное — деревня в Курчатовском районе Курской области. Входит в Чаплинский сельсовет.

## География
Деревня находится в бассейне реки Реут, в 48 километрах к юго-западу от Курска, в 12 километрах к юго-западу от районного центра — города Курчатов, в 4 км от центра сельсовета – Чапли..
Климат
Благодатное, как и весь район, расположено в поясе умеренно континентального климата с тёплым летом и относительно тёплой зимой (Dfb в классификации Кёппена).

## Население
| 2002 | 2010 |
| ---- | ---- |
| 150  | ↘128 |

## Транспорт
Благодатное находится в 6 км от автодороги регионального значения 38К-017 (Курск – Льгов – Рыльск – граница с Украиной), на автодороге межмуниципального значения 38Н-376 (38Н-017 – Чапли – Благодатное), в 6 км от ближайшей ж/д станции Блохино (линия Льгов I — Курск).